# Abd-Al·lah ibn Sad ibn Mardanix
Abd-Al·lah ibn Sad ibn Mardanix (?- Chinchilla de Monte-Aragón, 1146) fou un cabdill andalusí descendent d'una família d'aristòcrates muladins. El seu cognom, probablement d'origen mossàrab, derivaria del cognom habitual en castellà o aragonès "Martínez" o "Martines". Formava part de la família dels Banu Mardanix. Fou el pare del famós Rei Llop.

## Revolta contra els almoràvits
Durant la rebel·lió contra els almoràvits a Xarq al-Àndalus, encapçalada per Sayf-ad-Dawla, aquest es posà al servei del rei Alfons VII de Castella. Tot i estar manejat pels cristians, gaudia de prestigi entre els andalusins, per tal com era l'hereu dels Banu Hud. En esclatar la revolució, Yahya ibn Ghàniya, que havia estat governador de Balànsiya, comandava les tropes almoràvits, i havia col·locat el seu nebot Abu-Muhàmmad Abd-Al·lah ibn Ghàniya com a nou governador de Balànsiya, ciutat que es revoltà contra els almoràvits l'1 de març de 1145.
El 2 de maig el cadi andalusí Abu-Màlik Marwan ibn Abd-al-Aziz, que reconeixia la sobirania de Sayf-ad-Dawla, aconseguia el govern de València i encarregà la defensa de les fronteres al capità Abd-Al·lah ibn Iyad, qui poc després s'ensenyorí de Madina Mursiyya. Mentrestant a Balànsiya, Abu-Màlik Marwan ibn Abd-al-Aziz es mostrava incapaç de governar i els seus soldats es revoltaren i col·locaren en el seu lloc Abd-Al·lah ibn Sad ibn Mardanix, que ocupava el càrrec de valí d'Ibn Iyad de Madina Mursiyya.
Sayf-ad-Dawla entrà a Madina Murciyya el gener del 1146, com a rei de Xarq al-Àndalus, i fou rebut amb grans honors pel governador Ibn Iyad. Després Abu-Bakr, fill de Sayf-ad-Dawla, acompanyat del mateix Ibn Iyad, visità Daniyya i Balànsiya, i també foren rebuts amb honors.

## La batalla d'al-Lujj
En trobar-se amb una certa força, Sayf-ad-Dawla intentà desfer-se de la tutela dels castellans, però les tropes d'Alfons VII de Castella, aliades ara amb ath-Thaghrí, governador de Conca i rival personal de Sayf-ad-Dawla. Aquest darrer organitzà un exèrcit comandat pel valí Abd-Al·lah ibn Sad ibn Mardanix i format per tropes de Balànsiya, Alacant, Madina Mursiyya i Llorca, però fou derrotat pels castellans en la batalla d'al-Lujj el 4 de febrer de 1146. En aquesta batalla moriren Sayf-ad-Dawla i el propi ibn Mardanix.
Ibn Iyad sobrevisqué, i fou capaç de reorganitzar un exèrcit que marxà cap a Múrcia, on sabedors de la vinguda d'Ibn Iyad, s'hi uniren i li feren una entrada triomfal. Però un any després morí en la batalla d'Uclés contra els castellans. El valí que, malgrat la seua joventut, governava València de 1146 a 1147 era Muhàmmad ibn Abd-Al·lah ibn Sad ibn Mardanix, fill d'Abd-Al·lah ibn Sad ibn Mardanix, i futur rei de les taifes de Múrcia i València, que seria conegut pels cristians com el Rei Llop.